# Lakehurst
Lakehurst – miasto w Stanach Zjednoczonych, w stanie New Jersey, w hrabstwie Ocean.